# Joseph Morder
Joseph Morder est un réalisateur français, d'origine polonaise, né le 5 octobre 1949, dans les Antilles, à Port-d'Espagne  (Trinité-et-Tobago, alors colonie anglaise).

## Biographie
Jusqu'à l'âge de 12 ans, il vit en Amérique latine, à Guayaquil (Équateur). C'est en 1962 qu'il s'installe avec sa mère et son frère Robi Morder à Paris. Le 5 octobre 1967, le jour de ses 18 ans, sa mère lui offre une caméra Super 8 avec laquelle il commence son journal filmé qu'il poursuit aujourd'hui.
Joseph Morder est l'un des cinéastes les plus prolifiques du cinéma. Au milieu des années 2000, certains historiens du cinéma, comme Raphaël Bassan, lui attribuent environ 860 films. En 2015, il a dépassé les 1000 films réalisés sur sept décennies.
En 1999, le cinéaste Gérard Courant, autre cinéaste prolifique, lui a consacré un film, intitulé Le Journal de Joseph M dans lequel Joseph Morder joue son propre rôle aux côtés de son égérie Françoise Michaud et de Dominique Noguez, Marcel Hanoun, Noël Godin, Boris Lehman, Luc Moullet, Roland Lethem, Dominique Païni et Mara et Nele Pigeon.
De 1966 à 2006 les Morder (Bernard, Hela) et leurs deux fils (Joseph, Robi) ont vécu 6 rue de Montmorency. Joseph Morder, considéré comme « le pape du super 8 » y a tourné quasiment au moins une scène dans ses films – depuis L'épicier (qui montre la fin d'une épicerie parisienne tenue par un vieux couple de juifs anglais y exerçant depuis l'avant-guerre) jusqu'à celui sur sa mère, La Reine de Trinidad. Lors de son déménagement fin 2006, il échange une correspondance filmée avec Alain Cavalier. À ce même numéro, chez les Morder, a vécu et travaillé la peintre iranienne Amaneh Eskandari de 2000 à 2005.

## Filmographie sélective

### Réalisateur
- 1969 : Narcisse
- 1971 : Zéro et quart
- 1971 : Histoires de Morlocks (coréalisation : les Morlocks)
- 1971 : L'Aventure de Walter Smith
- 1971 : Projet pour un film à Chamboredon (coréalisation : les Morlocks)
- 1971 : Un américain à Paris
- 1972 : La Fille du canal
- 1972 : L'Épicier (coréalisation : Jean-Claude Réminiac)
- 1972 : Le pique-nique (coréalisation : Daniel Belcberg)
- 1973 : Avrum et Cipojra
- 1976 : La Chatte de Colette
- 1976 : Un film de famille I
- 1978 : Un film de famille II
- 1978 : L'Été madrilène
- 1978 : Le Chien amoureux
- 1979 : La Femme en vert
- 1979 : Le Mariage de Joseph
- 1979 : Les Sorties de Charlerine Dupas 1 L'Été
- 1980 : Certains tombent en amour
- 1980 : Les Sorties de Charlerine Dupas 2 L'Automne
- 1980 : Eekman : le ver est dans le fruit[2]
- 1981 : Anne Rochelle
- 1981 : Les Sorties de Charlerine Dupas 3 L'Hiver
- 1981 : Les Sorties de Charlerine Dupas 4 Le Printemps
- 1981 : Le Grand amour de Lucien Lumière
- 1981 : La Vie d'une femme (un mélodrame)
- 1981 : Le Lapin à deux têtes
- 1981 : Au Petit Suisse
- 1982 : Les Nuages américains
- 1983 : La Maison de Pologne
- 1986 : Mémoires d'un juif tropical
- 1988 : L'Arbre mort
- 1991 : Romamor
- 1992 : Carlotta
- 1994 : Voyage à Rouen
- 1996 : La Plage
- 1997 : La Reine de Trinidad
- 1998 : La Gare de
- 1998 : Ich bin ein Berliner
- 2001 : Quelque chose de là-bas
- 2001 : Assoud le buffle
- 2005 : El cantor
- 2005 : Lettre filmée de Joseph Morder à Alain Cavalier
- 2007 : J'aimerais partager le printemps avec quelqu'un
- 2015 : La Duchesse de Varsovie
- 2018 : Le Lieu du Mélodrame

### Acteur
- 1985 : L'Affaire des divisions Morituri de F. J. Ossang